# Cohortes urbanae
De Cohortes urbanae (Nederlands:Stadscohorten) waren een Romeinse legereenheid die in de Romeinse keizertijd in Rome en een aantal andere steden was gelegerd.
De door keizer Augustus opgerichte Cohortes urbanae vervulden een politietaak, waarbij zij met name de straatbendes en opstandige menigten bestreden. In uitzonderlijke gevallen kwamen zij ook op het echte slagveld in actie, maar ze hadden eigenlijk niet meer dan een ceremoniële functie binnen het leger.
Deze eenheid stond onder het commando van de praefectus urbi, de stadsprefect. Dit in tegenstelling tot de eveneens in Rome gelegerde pretoriaanse garde, die onder leiding van de prefect van de pretoriaanse garde stond. Oorspronkelijk waren beide eenheden door Tiberius gezamenlijk in de Castra Praetoria gelegerd, maar in het Severische tijdperk kregen de Cohortes urbanae een eigen basis. Keizer Aurelianus bouwde rond 270 de Castra Urbana. Deze lag in het noordoostelijke deel van het Marsveld, op de huidige locatie van de Piazza di Spagna.
De drie oorspronkelijke cohorten werden gedurende de 1e eeuw n.Chr. uitgebreid tot negen, waarvan er drie in de steden Ostia, Puteoli en Lugdunum werden gelegerd. De cohorten bestonden uit 1500 soldaten, die twintig jaar moesten dienen.